# Подере Изола (Прато)
Подере Изола је насеље у Италији у округу Прато, региону Тоскана.
Према процени из 2011. у насељу је живело 217 становника. Насеље се налази на надморској висини од 66 м.